# Sea Ranch (Kalifornija)
Sea Ranch je naseljeno područje za statističke svrhe u američkoj saveznoj državi Kalifornija. Prema popisu stanovništva iz 2010. u njemu je živjelo 1.305 stanovnika.